# ホロン (哲学)
ホロン (英語: holon, 古代ギリシア語: ὅλον) とは、古代ギリシア語で「全体」を意味する形容詞・名詞「ホロス」(holos, ὅλος) の中性形。アリストテレス『形而上学』などでも言及される。
そこから派生して、哲学者アーサー・ケストラーが1967年の著作『機械の中の幽霊』("The Ghost in the Machine") において造語的に用いて重要視した概念で、物の構造を表す概念。部分であるが、全体としての性質も持ち、上下のヒエラルキーと調和し、機能する単位。全体を構成する要素がそれ自体、全体としての構造をもつ場合の、要素（部分）としてのひとつの全体。全体子とも言う。例えば、人体という全体を構成する要素（部分）である細胞も、各々全体としての構造、機能をもっており、ホロンであると言える。